# بادية الأردن

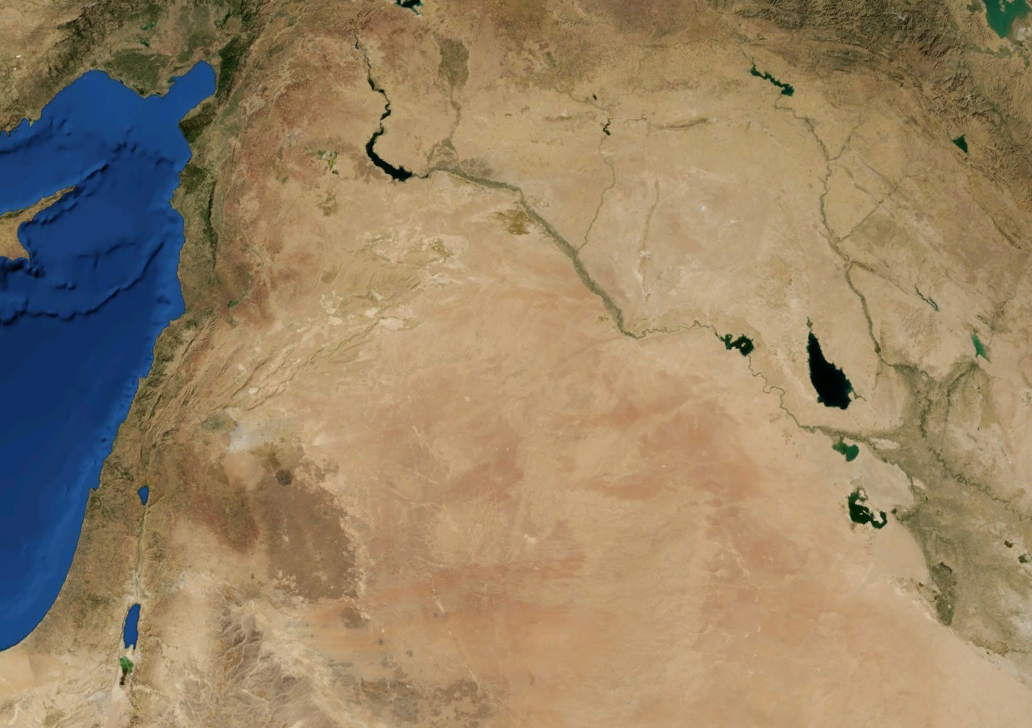
بادية الشام

بادية الأردن وتسمى أيضًا الصحراء الشرقية، أو هضبة البادية الصحراوية وهي الامتداد الشرقي، لهضبة المرتفعات الجبلية، في الأردن، والامتداد الشمالي للهضبة، في المملكة العربية السعودية، وهي الجزء الشمالي من الصحراء العربية والجزء الجنوبي من هضبة بادية الشام. والهضبة بصفةٍ عامّة، ذات أرضٍ متموِّجة، ومع ذلك، فإنها لا تَخلو، من وجود بعض السّلاسِل الجبَليّة، في الأجزاء الجنوبيّة الغربيّة، وبخاصّة جنوبي معان، كما توجد بها بعض المنخفَضات، والقيعان، والأودية الطّوليّة، مثل منخفَض الجَفر، وقاع الدّيسي، ووادي السرحان. وتحتَلّ صحراء الحماد، مساحاتٍ واسِعة من الهضبة، بينما تنتشِر الأراضي الرّمليّة، في هضبة حسمي، بالجنوب، والحرّات البازلتية، في الجهة الشماليّة الشرقيّة، من البادية. وهذه المنطقة تشكل 80 بالمائة من المساحة الإجمالية للأردن.

## التاريخ

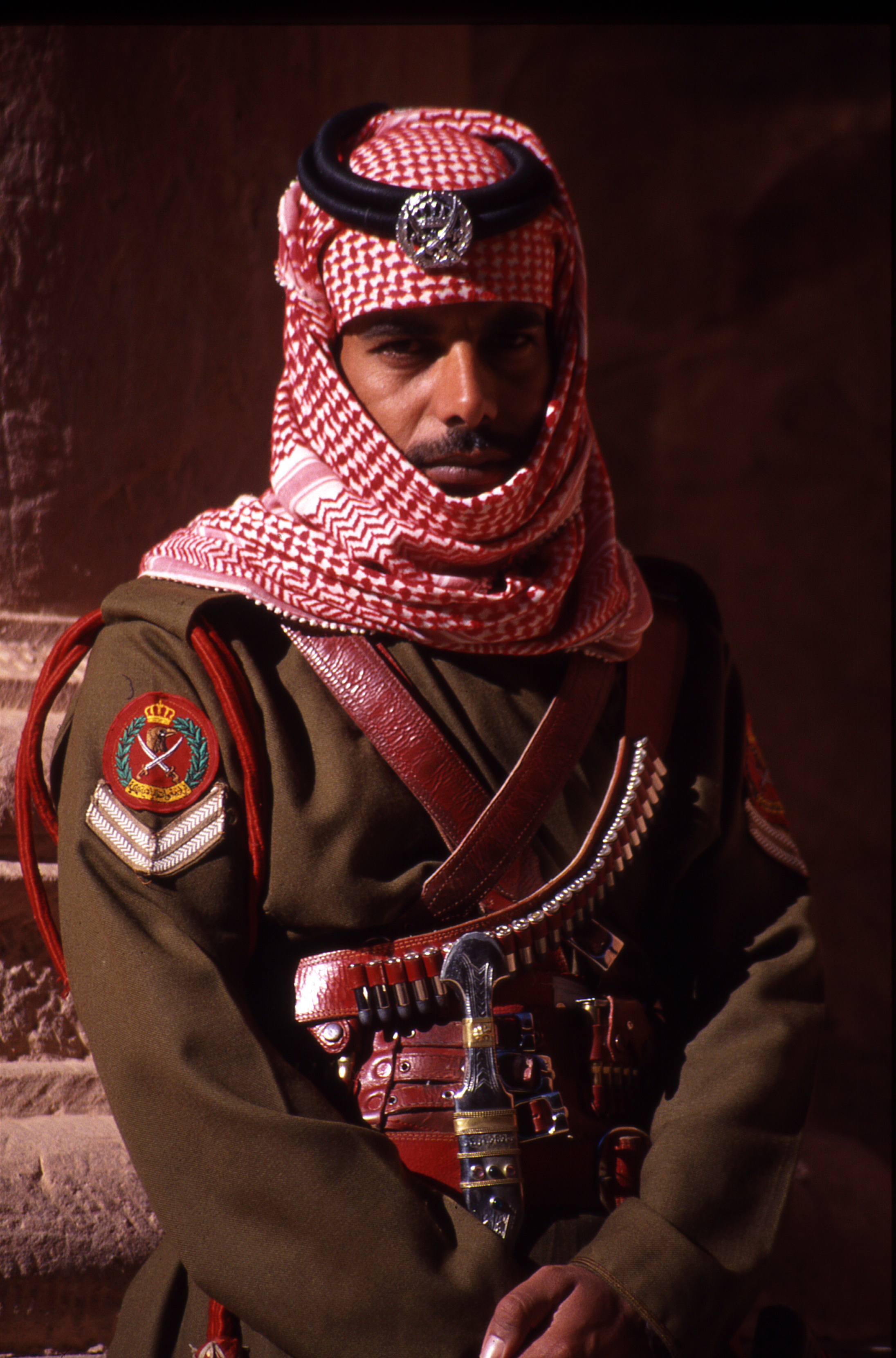
عريف من مرتبات البادية الملكية بزيه الكامل

اتخذت البادية دورا أساسيا في مجريات الثورة العربية الكبرى حيث شكلت قوات البادية نواة الجيش العربي الأردني.

## الجغرافيا

### البادية الشمالية
تتكون البادية الشمالية من عدة ألوية إدارية هي: لواء البادية الشمالية الشرقية ولواء البادية الشمالية الغربية ولواء الرويشد.

#### لواء البادية الشمالية
لواء البادية الشمالية إحدى الألوية التابعة إداريًّا لمحافظة المفرق. تم استحداث لواء البادية الشمالية عام 1996 ويضم 4 أقضية وهي (قضاء صبحا، قضاء أم الجمال، قضاء دير الكهف، قضاء أم القطين) و7 مجالس بلدية. يقع لواء البادية الشمالية في الجزء الشرقي من محافظة المفرق، ويحاذي كل من السعودية والعراق. ويقع مركز اللواء في بلدة الصالحية بالقرب من مثلث صبحا، ويبعد عن مركز محافظة المفرق (25) كم. يشتمل اللواء على مدن وقرى: الصفاوي والمناره والصالحية والحميدية والاشرفية والبشرية وبلدة بني هاشم ورحبة ركاد وروضة الأمير حمزة ونايفه وزملة الأمير غازي والسعادة والبستانه والقيصومه والهاشمية الشرقية ومنشية الخليفة وعالية الشويعر. تبلغ مساحة اللواء 2584 كم مربع وتقطنه 29966 نسمة.

#### لواء البادية الشمالية الغربية
تأسس اللواء في يناير عام 2000 وويقع على بعد كيلومترين من الشمال الغربي لمدينة المفرق ويضم كل من قضاء السرحان وقضاء حوشا وقضاء الخالدية. يعد مثلث جامعة آل البيت مركزا للواء ويشتمل اللواء على مدن وقرى: الزعتري، الباعج، ام السرب، المنصورة وثغرة الجب والزبيدية والنهضة ومنشية السلطة والمفردات وحويجه وروضة الرويعي والرابية والفحيليه والمشرف وروضة أبو الهيال والصوالحه والناصرية (بني خالد) والبوادي. يبلغ تعداد سكان اللواء 155799 نسمة فيما تبلغ مساحته 283.7 كم مربع.

#### لواء الرويشد
تأسس اللواء في أغسطس 2001 ومركزه مدينة الرويشد ويشتمل على مدن: الرويشد ومنشية الغياث وصالحية النعيم والروضة والريشة الغربية والرقبان والاثنى والفيضة والريشة الشرقية والكرامة والمشاقيق وروضة الرويشد. يبلغ تعداد سكانه 7490 نسمة فيما تبلغ مساحته 21630.5 كم مربع ويحاذي كل من العراق وسوريا والسعودية ويقع فيه حقل غاز الريشة.

### البادية الوسطى
تتكون البادية الوسطى من عدة تقسيمات إدارية هي: لواء الجيزة ولواء الموقر وقضاء الضليل وقضاء الأزرق.

#### لواء الجيزة
يتبع للواء كل من بلدية الجيزة الجديدة وبلدية أم الرصاص الجديدة وبلدية العامرية الجديدة ويشمل مدن وقرى الجيزة وام العمد ونتل واللبن والقسطل ومنجا وام الوليد وحواره وارينبه الغربية والعامرية وجلول والطنيب والمناره والخضراء والزيتونة وارينبه الشرقيه والزعفران وصوفه وزويزيا وام قصير وضبعه وزينب والدليلة وام رمانة والهربج والقنيطرة والعرين والناصرية وضبيعه والزميله والمبروكة والشهباء والخالديه والخريم والغبية ومنشية الجيزة والسيفيه والباسليه والراشدية والثمد والصلاحية. يقع في أراضي اللواء مطار الملكة علياء الدولي ويبلغ إجمالي سكانه 104165 نسمة ومساحة مركزه الإداري 2621 كم مربع. ويشكل 73 بالمئة من مساحة محافظة العاصمة بمساحة إجمالية 6000 كم مربع. أما قضاء أم الرصاص فتتبع له مدن وقرى ام الرصاص والرامه والرميل وطور الحشاش وسالية وسواقه والدامخي والياهون وعليان ورجم عقاب وجميل والثريا والمشيرفه ورجم فهيد وأبو الحصانيا وأبو حليليفه والندوة والمصيطبة والنهضة والفيصلية.

#### لواء الموقر
تأسس اللواء في عام 1996 وتضم مدن وقرى الموقر والنقيرة والفيصلية ومغاير مهنا والذهيبة الشرقية والمشاش والمنشية وام بطمة والحاتمية وغزالة والسومرية وروضة السحين والحنيفية والفالج والزميلات والمطبة. يبلغ عدد سكان اللواء 47753 نسمة وتبلغ مساحة مركزه الإداري 608.5 كم مربع ويضم قضاء رجم الشامي الذي استحدث في عام 2001. يحتوي اللواء على مركز صحي شامل أسس في عام 1997 كما يضم أطلال قصر أموي نظرا لشغل المنطقة أهمية إستراتيجية كمصيف في العهد الأموي.

### البادية الجنوبية
تقع البادية الجنوبية بين خطي طول ٣٥°-٣٨° شرقي خط غرينتش،و دائرتي عرض ٢٩،٣٠-٣١،٣٠ شمالي خط الاستواء، و يحدها من الشرق وادي السرحان و جبل الطبيق، و من الغرب وادي عربة ، و من الشمال منطقة سواقة، و من الجنوب المملكة العربية السعودية، تتكون البادية الجنوبية من عدة تقسيمات إدارية هي: لواء القطرانة ولواء الحسا ولواء القويرة ولواء الحسينية وقضاء أذرح وقضاء أيل وقضاء المريغة وقضاء الجفر وقضاء وادي عربة.

#### لواء القطرانة
بدأ كقضاء في عام 1996 ثم رفع للواء في عام 2001 ويقع شرقي محافظة الكرك ويضم مدن وقرى القطرانة وسد السلطاني والوادي الأبيض وقصور بشير. وقد اهتم العثمانيون بهذه المنطقة اهتماما بالغا منذ عام 1909 حيث بنوا فيها قلعة القطرانة وحصنت بحامية عسكرية لتأمين طريق الحج والبضائع كما يمر بها خط حديد الحجاز. يبلغ عدد سكان اللواء 10896 نسمة فيما تبلغمساحة مركزه الإداري 1062.6 كم مربع. يضم اللواء عددا من المصانع الكبرى مثل مصنع اسمنت القطرانة ومصنع فسفات القطرانة ومصنع فسفات الأبيض ومصنع أسمدة الأبيض.

#### لواء الحسا
تأسس في عام 2001 ويضم مناطق الحسا والجرف والعالية ويبعد عن مركز محافظة الطفيلة حوالي 40 كم. يبلغ تعداد قاطنيه بحسب إحصائيات عام 2018 ما مقداره 11135 نسمة فيما تبلغ مساحة مركزه الإداري 952 كم مربعا.

#### لواء القويرة
يتبع اللواء لمحافظة العقبة وتعد مدينة العقبة مركز اللواء حيث يبعد عن شمال المدينة مسافة 50 كم وقد استحدث اللواء عام 1996 بعد أن كان قضاء في 1985. يضم اللواء مدن وقرى القويرة والراشدية ورم والحميمة الجديدة ودبة حانوت والشاكرية والصالحية والعسلية وعين الهوارة والحميمة. يبلغ عدد سكان اللواء 22778 نسمة فيما تبلغ مساحة مركزه الإداري 1606.4 كم مربع. وقد اكتسب اللواء أهمية من انطلاق الخلافة العباسية من منطقة الحميمة ثم في التاريخ المعاصر من احتضانها للثورة العربية الكبرى.

#### لواء الحسينية
استحدث اللواء عام 1996 ويتبع محافظة معان ويضم مدن وقرى الحسينية والهاشمية وعنيزه والفجيج والدعجانية وحديرا وتل برما. يبلغ عدد سكان اللواء 18730 نسمة فيما تبلغ مساحة مركزه الإداري 527.6 كم مربع ويشكل سكانه نسبة 11 بالمئة من سكان المحافظة.

## الحياة الاجتماعية
تمتاز المنطقة بتنوع سكاني وبكثافة سكانية منخفضة نسبة للعاصمة ويوجد فيها أكثر من 569 مدرسة ينتظم فيها حوالي 90 ألف طالب وطالبة غير أن نسب الأمية في البادية الأردنية عالية إذ تصل إلى 21 بالمئة وبنسبة أعلى في البادية الجنوبية بلغت 28 بالمئة وتصل لدى النساء في البادية الجنوبية إلى 39 بالمئة حيث تفتقر المنطقة لرياض الأطفال والحضانات مما يقلل انخراط الطلبة في التعليم الأساسي.
يوجد 129 مركزا صحيا وعيادة في البادية ويوجد مستشفى في الرويشد وآخر في القويرة ويتم تحويل الحالات التي لا تستوعبها هذه المرافق الصحية إلى مستشفيات المحافظات الأخرى.
وعلى الرغم من وجود أكثر من 82 ألف عاملا في البادية الأردنية أغلبهم في القطاع العام والعسكري فإن نسبة البطالة تصل فيها إلى 32 بالمئة في حين تصل في باقي المحافظات إلى 13 بالمئة. كما تشكل ظاهرة الفقر مشكلة واضحة في البادية حيث تبلغ أعلى نسبة لها في الرويشد ووادي عربة بواقع 73.7% و62.5 بالمئة من السكان على التوالي فيما تبلغ أدنى مستوياتها في البادية الشمالية الغربية لتصل 28.3 بالمئة من السكان.

## الموارد الطبيعية والبيئة
تحتوي البادية الأردنية على أكثر من 3500 بئرا جوفيا وتبلغ كمية تصريف المياه السطحية 90 مليون متر3 سنويا وتشتهر البادية بنشاطها الزراعي كما تمتاز بثروة معدنية وصخرية تشتمل على معادن البازلت، والبنتونايت، والطبشور، والنحاس، والدياتومايت، والدولومايت، والذهب، والجبس، والكاولين، والصخر الزيتي، والحجر الجيري، والرمل والسيليكا، والخف البركاني، والزركون، والفسفات والتي لها استعمالات صناعية متعددة إلى جانب تمتعها بالثروة الحيوانية المتمثلة في المواشي. كما تحتوي على حوض الأزرق وحوض اليرموك وحوض البحر الميت وأحواض الزرقاء وحوض الديسي. تشكل زراعة الخضراوات 81 بالمئة من المحاصيل الزراعية في البادية وتكون معظمها من ثمار البندورة فيما تشكل الأغنام 85 بالمئة من المواشي وخصوصا أغنام العواسي. تفاقمت مشكلة التصحر في البادية مع تقلص الغطاء النباتي بفعل شح الأمطار والرعي الجائر مما أدى لتقلص المراعي.

## البنى التحتية والتنظيمية
بالرغم من عدم وجود منافذ بحرية وجوية للبادي، يدخل 85% تقريبا من القادمين والمغادرين للمملكة عن طريق مناطق البادية برا من خلال أربعة نقاط عبور حدودية وجمركية، علاوة على كون 90% من الشاحنات وحافلات النقل تمر عبر نقاط العبور الحدودية والجمركية في البادية الأردنية. تفتقر الطرق الداخلية في البادية إلى الصيانة والتعبيد أحيانا كما تفتقر مناطق البادية لخدمات الصرف الصحي ويعتمد 94 بالمئة من السكان على الحفر الامتصاصية. تنتشر في البادية خدمات الاتصالات الخلوية والثابتة في حين تعاني بعض المناطق من عدم شمولها بتغطية الاتصالات وبالذات تلك القريبة من الحدود مع السعودية. توجد في البادية أكثر من 1100 منشأة ومصنع تشغل ما إجماليه 25 ألف عاملا وعاملة يشكل أبناء البادية منهم نسبة 30 بالمئة فقط. تعمل الأغلبية من سكان البادية في مجال صناعات الألبسة والغذاء والصناعات الكيميائية.

## المحميات الطبيعية

### محمية الأزرق

محمية الأزرق من الداخل

إحدى المحميات الطبيعية في الأردن تقع بالقرب من واحة الأزرق في الصحراء الشرقية من الأراضي الأردنية وقرب مدينة الأزرق وقد سميت على اسمها وتتكون من أرض رطبة. تبعد عن العاصمة عمان حوالي 120 كيلومترا بالقرب من محمية الشومري. تبلغ مساحتها 12 كم2، وهي محمية مائية تشتمل على العديد من البرك والأهوار الموسمية وتقصدها الطيور المهاجرة.

### محمية وادي رم
تشتمل المحمية على مرافق سياحبة وقد بلغت مساحة المحمية 560 كم2، وهي منطقة صحراوية مكونة من جبال رملية جرانيتية تصل ارتفاعاتها إلى 1700م.

### محمية الشومري

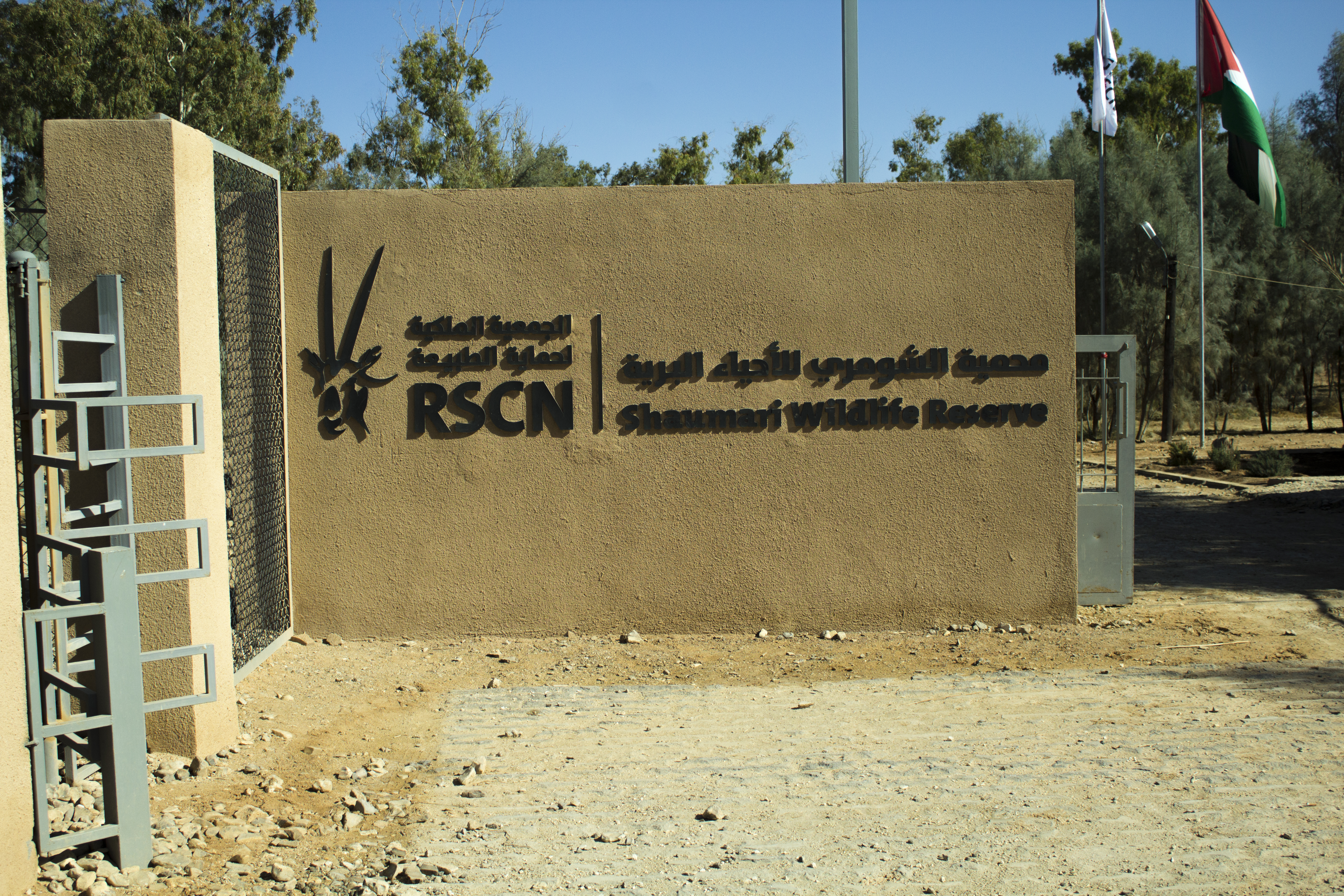

أول محمية للأحياء البرية في الأردن، أسستها الجمعية الملكية لحماية الطبيعة عام 1975 م. وهي في مدينة الزرقاء في منطقة الأزرق في منطقة وادي الشومري حيث بلغت مساحتها 22 كم2 وقد أُسست لحماية حيوان المها العربي النادر، وتعتبر الشومري منطقة لتكاثر الأنواع الحيوانية المهددة بالانقراض ومنها الحمار الوحشي الفارسي والنعام والغزال العربي.

## مؤسسات تعنى بالبادية

### الصندوق الهاشمي لتنمية البادية الأردنية
تأسس الصندوق الهاشمي لتنمية البادية الأردنية بإرادة ملكية في منتصف عام 2003، وصدر قانون الصندوق وباشر عمله في عام 2006، بهدف خدمة البادية الأردنية الشمالية، الوسطى والجنوبية.
يعمل الصندوق لتحسين الواقع الاقتصادي والاجتماعي لأبناء البادية الأردنية وتقليص الفقر والبطالة، وتحقيق التنمية المستدامة في مناطق البادية جنبا إلى جنب مع استثمار موارد البادية البشرية من خلال تنفيذ المشاريع المدروسة وتسهيل إقامتها، علاوة على دعم الأنشطة العلمية والثقافية والاجتماعية والرياضية بالتعاون والتنسيق مع الوزارات والدوائر والمؤسسات الحكومية والمنظمات والهيئات المحلية والدولية والجمعيات الخيرية والتعاونية والشركات الاستثمارية من القطاع العام والخاص. تتبع له عدة مديريات منها مديرية تنمية المجتمعات المحلية ومديرية المشاريع.

### مؤسسة الإقراض الزراعي
تأسست في عام 1960 وتعمل المؤسسة على تنمية الريف والبادية من خلال برامج تمويلية للمزارعين لدعم المشاريع الزراعية الصغيرة والمتوسطة ودعم استخراج مصادر المياه وزراعة النخيل. بلغ عدد المستفيدين في البادية الأردنية من إقراض الصندوق في عام 2016 حوالي 260 شخصا بما إجماليه 1.8 مليون دينار. تجدر الإشارة أن الاهتمام بالإقراض الزراعي في الأردن يرجع إلى العهد العثماني حيث كان للمصرف الزراعي العثماني أفرع في إربد والسلط والكرك ثم لحقه تأسيس المصرف الزراعي الأردني عام 1922.

### مستشارية شؤون العشائر
هي إحدى إدارات الديوان الملكي الهاشمي التي تأسست بغرض توفير احتياجات أبناء البادية والعشائر الأردنية لما تتمتع به مناطق البادية من خصوصية جغرافية واجتماعية واقتصادية تنموية وخدمية. كان الاهتمام بالعشائر من قبل النظام الملكي في الأردن قديما ففي حكومة المملكة الأولى المشكلة عام 1921 تم تعيين الأمير شاكر بن زيد نائبا عن العشائر في الحكومة. كما عملت الدولة على تسوية قضايا الدم والثأر وإيقاف الغزو تكريسا لمبدأ سيادة الدولة وهيبتها وذلك بناء على قانون خاص بالإشراف على البدو صدر عام 1924. وفي أكتوبر من ذات العام صدر قانون محاكم العشائر الذي نشأت عنه محاكم للعشائر تطور لاحقا في عام 1936 فتأسست محكمة استئناف عشائرية بموجبه. في العام 1933 أعطيت صلاحية تسوية بعض الجرائم العشائرية لقائد الجيش العربي الأردني بناء على قانون صدر لهذا الغرض. وفي سنة 1972 صدر قانون شيوخ العشائر الذي أسس بناء عليه مجلس خاص بشيوخ العشائر ترأسه الأمير محمد بن طلال ثم ما لبثت القوانين العشائرية أن ألغيت في عام 1976 لكن العرف العشائري ظل سائدا. تتولى المستشارية عدة مهام من بينها: التواصل الدائم مع العشائر الأردنية وترتيب لقاءات الملك عبد الله الثاني بن الحسين وولي عهده مع وجهاء العشائر الأردنية كما تلعب دورا في حل النزاعات العشائرية بالتعاون مع الجهات المختصة جنبا إلى جنب مع بناء قاعدة بيانات عن البادية وعشائرها وبنيتها المجتمعية ووجهائها والواقع الاقتصادي والاجتماعي فيها بهدف معالجة مشاكلها الأساسية وتحقيق التنمية المستدامة على الصعيد المجتمعي وبالتنسيق مع باقي إدارات الديوان الملكي.

## الانتخابات النيابية للبادية
بالإضافة إلى وجود مقاعد انتخاببية في لابناء البداية في محافظاتهم التي يقطنون فيها، تم إضافة ثلاثة دوائر انتخابية في الانتخبات النيابية وهي دائرة بدو الشمال، ودائرة بدو الجنوب ودائرة بدو الوسط ، لابناء البادية الذين يسكنون في المحافظات الأخرى، حيث يقر القانون بوجود ما يمكن تسميته (كوتا) ضمن ما اصطلح على تسميتها للدلالة على نظام تخصيص مقاعد في مجلس النواب لأبناء البادية. في القانون لعام 2013 (القائمة الوطنية)، سمح لأبناء البادية ان يكسروا جزئيّاً طوق دوائره المغلقة ويشاركوا في القوائم الوطنية كمرشحين، لكن بعد إلغاء مشروع قانون الانتخاب الذي هو الآن لدى مجلس النواب للقوائم الوطنية التي شكلت تجرية كان ينبغي تطويرها، عادت دوائر البدو لتغلق بشكل كامل على أبنائها.